# Richard Kohn
Richard Kohn (Beč, 27. veljače 1888. – 1963.) bio je austrijski nogometaš i trener, između ostalih, Bayern Münchena i Feyenoord Rotterdama. Religijom Židov, Kohn je rođen u Beču. Imao je nadimak "Little Dombi", što je značilo "mala uzvisina".

## Karijera

### Igračka karijera
Prije Prvog svjetskog rata, Kohn je nastupao za beč ke klubove Wiener AC i Wiener AF. Bio je poznat po sjajnoj tehnici. Zabilježio je i nekoliko nastupa za austrijsku reprezentaciju (1907. – 1912.), za koju je zabio dva pogotka.

### Trenerska karijera
Little Dombi je postao poznat već u ranim danima svoje karijere. Momčadi koje je vjerojatno (iako nije potvrđeno) trenirao bile su Hertha BSC, Građanski Zagreb, First Vienna FC, Sportfreunde Stuttgart, klub iz Barcelone, i TSV 1860 München.
Od početka 1920-ih do ranih 1930-ih, trenirao je VfR Mannheim. Naknon toga, otišao je u FC Bayern München, u kojeg je doveo talentiranog mladog Oskara Rohra. S Rohrom i Connyjem Heidkampom, sastavio je jaku minhensku momčad i 1932. godine s njom osvaja njemačko prvenstvo pobijedivši Eintracht Frankfurt.
Nakon dolaska nacista na vlast, Kohn, Židov, napustio je Njemačku i otišao u Švicarsku, gdje je trenirao Grasshoppers Zürich. Od 1935. do 1939., te 1951. – 1955., trenirao je nizozemski Feyenoord Rotterdam, osvojivši nizozemsku ligu 1935./36. i 1937./38. sezone.

## Vanjske poveznice
- Porträt Richard Dombi (nizoz.)